# The Experiment
The Experiment is een Amerikaanse psychologische thrillerfilm uit 2010.
De film is een remake van de Duitse film Das Experiment uit 2001 en is losjes gebaseerd op het Stanford-gevangenisexperiment dat in 1971 door de psycholoog Philip Zimbardo werd uitgevoerd.
De film werd geregisseerd door Paul Scheuring.

## Verhaal
Zesentwintig mannen worden uitgenodigd om tegen betaling deel te nemen aan een psychologisch experiment. Ze worden opgesloten in een complex en dienen een gevangenisrollenspel te spelen. Een deel van hen speelt de rol van gevangene, terwijl de anderen de rol van bewakers spelen. Na verloop van tijd loopt het experiment steeds verder uit de hand.

## Rolverdeling
- Adrien Brody als Travis.[1]
- Forest Whitaker als Barris.[2]
- Cam Gigandet als Chase.[3]
- Clifton Collins jr. als Nix.[4]
- Ethan Cohn als Benjy.[5]
- Fisher Stevens als Archaleta.[6]
- Travis Fimmel als Helweg.[7]
- David Banner als Bosch.[8]
- Maggie Grace als Bay.[9]

## Trivia
- De Friese weerman Piet Paulusma heeft een soort cameo in de film. Er wordt een YouTube-filmpje getoond waarin hij het weer presenteert en zogenaamd wordt doodgereden.[10]